# Кауль, Ханс-Петер
Ханс-Петер Кауль (нем. Hans-Peter Kaul; 21 июля 1943 года, Гласхютте, Германия — 21 июля 2014 года, Германия) — немецкий юрист, государственный деятель, дипломат, в период с 2003 по 2014 годы судья Международного уголовного суда, до 2012 года занимал должность второго вице-председателя суда.
Ханс-Петер Кауль родился в Гласхютте в Саксонии в 1943 году. После окончания Второй мировой войны часть детства провел в Восточной Германии, затем в 1952 году вместе с родителями бежал в Западную Германию. В 1963-1967 годах проходил службу в немецкой армии, уволился в запас в звании капитана. После этого поступил на факультет права одного из старейших университетов континентальной Европы — в Гейдельбергский университет, в 1971 году сдал первый государственный экзамен по праву (равноценно получению высшего образования), в 1975 году сдал второй государственный экзамен по праву (равноценно получению адвокатского статуса). С 1973 год по 1975 год работал в должности младшего научного сотрудника в Институте сравнительного права научных организаций Макса Планка. Также проходил обучение в Академии международного права (1974), Международной академии мира (1983). Долгое время занимался научной работой в области международного права.
Дипломатическую карьеру начал в 1977 году в Посольстве Германии в Норвегии. Затем с 1980 года по 2002 год занимал различные дипломатические должности в Федеральном министерстве иностранных дел ФРГ, также был советником посольства Германии в Израиле и США, первым советником постоянного представительства Германии при ООН. В 2002—2003 годах являлся, в должности посла, членом комиссии МИД ФРГ по вопросам создания Международного уголовного суда.
Принимал активное участие в процессе формирования Международного уголовного суда, сыграл одну из ключевых ролей при его создании. В 1996—2003 годах возглавлял немецкую делегацию в переговорном процессе по принятию Римского статута Международного уголовного суда. Он являлся признанным специалистом в сфере международного права, занимался вопросами квалификации агрессии в международном уголовном праве. Неоднократно участвовал в деятельности Международных конференций Красного Креста и Красного Полумесяца.
С 2003 по 2014 годы  являлся судьёй Международного уголовного суда, входил в первый состав (в 2006 году переизбран на полный срок). С 2009 по 2012 годы занимал также должность вице-председателя суда. В 2014 году по болезни подал в отставку. Умер 21 июля 2014 года в Германии.